# مؤسسة تعليم النساء

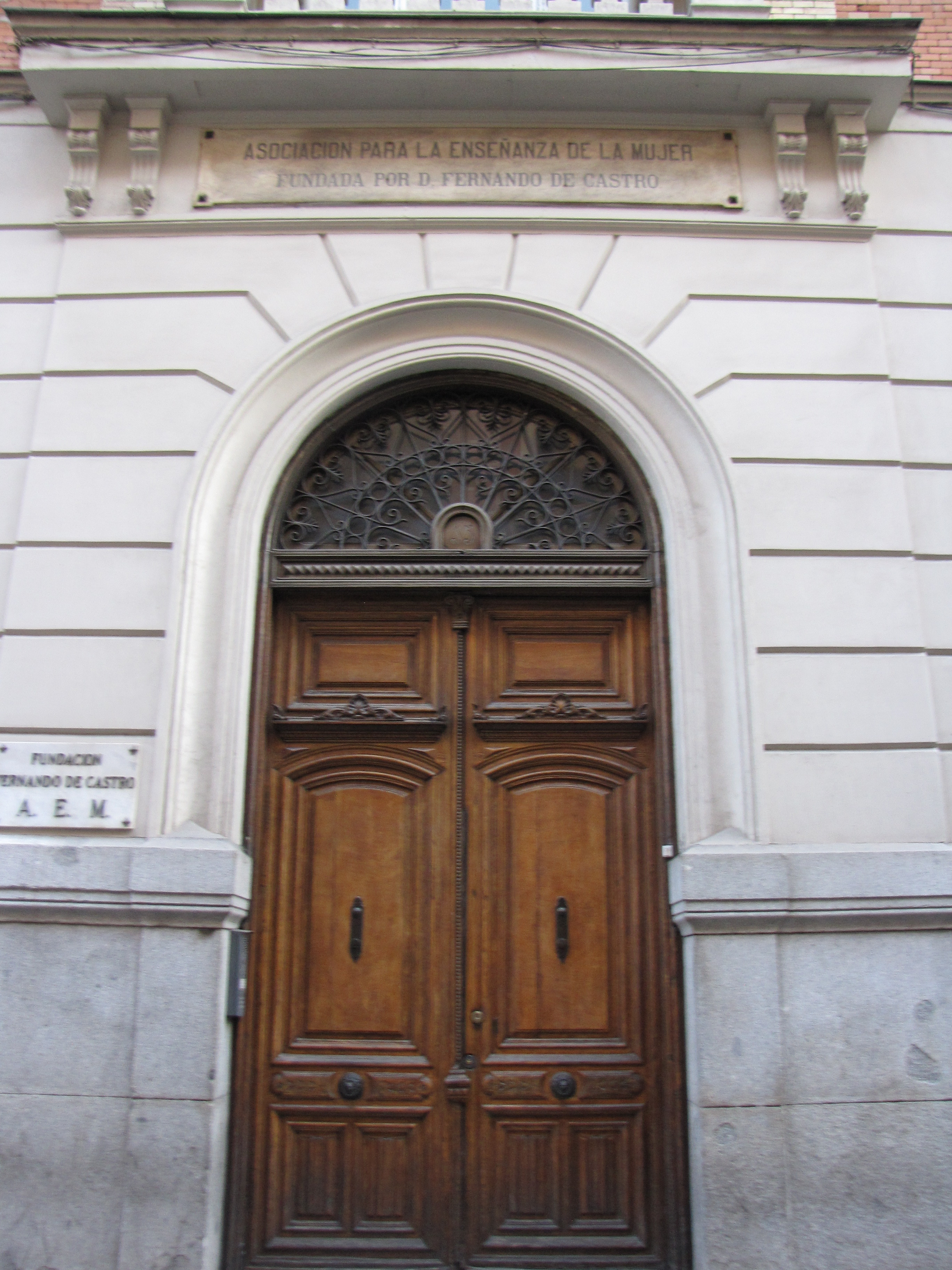

كانت مؤسسة تعليم النساء أو(أ ى م) مؤسسة ناشطة في حقوق النساء بإسبانيا عام1870. أسسها المعلم المتقدم والأستاذ بجامعة مدريد فرناندو دى كاسترو عام 1870.وكان الغرض من المؤسسة هو إتاحه التعليم الثانوى للنساء .
تعد الفترة ما بين تعيين المكلة إيزابيلا الثانية كملكة لأسبانيا عام 1868وإعادة الحكم عام 1875 هي فترة نزاع شديد حول إعادة تشكيل المجتمع والذي يتضمن قضايا حقوق النساء والتي أصبحت نقطة البداية لحركة النساء بأسبانيا .
أقام فرناندو دى كاسترو عام 1869 سلسلة من المحاضرات حول تعليم النساء حيث ناقش إتاحة التعليم للنساء كى يتمكن من تمكين أنفسهن والمساعدة في تنمية أسبانيا ودفعها للأمام كى تلحق بركب الدول الغربية المتقدمة . هناك أيضا نقاش شائع ان إدراك حس الأمومة لدى النساء يجعلهم متعلمين أفضل. أسس عام 1869 مكتبة الآداب الأثينية للنساء والتي أنقسمت فيما بعد إلى مدرسة المؤسسات والمؤسسة الوطنية للنساء الأسبانيات عام 1870.
كانت كونسباسيون ارينال أول امرأة ناشطة بحقوق النساء بأسبانيا كما انخرطت فوستينا سايز دى ملجار بالمؤسسة منذ البداية فعملت بالمجلس الاستشارى بمكتبة الآداب الأثينية للنساء .
زودت المؤسسة النساء بمحاضرات في مختلف المواضيع حيث أن نظام التعليم العام لم يتح مزيد من التعليم للنساء . وقد أمد المتعاطفون مع القضية المؤسسة بالأموال لإنشاء مؤسسات تعليمية خصة للنساء .فقد أنشأت مدارس ابتدائية وثانوية للفتيات كما أنشأت مدراس تدريبية محترفة للنساء .
فقد أسست مدرسة التجارة لصغار النساء عام 1878كما أسست مدرسة البريد والتلغراف عام 1883. تمركزت المؤسسة في مناطق مختلفة بأسبانيا فقد أفتُتِحت في فيتوريا عام  1879ومالاجا عام 1886وفالنسيا عام 1888. كما أصبحت تحصل على دعم حكومى عام 1880.
أُثير إدخال التعليم الثانوى للنساء من خلال المحاضرات والمؤتمرات والمنشورات حيث كان التركيز الأساسى لحركة حقوق النساء بأسبانيا حتى تم التصويت حول معاناة النساء عام 1920 عندما تم تأسيس المؤسسة الوطنية للنساء الأسبانيات وغيرها من مؤسسات الأقتراع .تركت المؤسسة أثرها في مؤتمرات المعلمين البيداغوجية واخيرا في المنتديات التعليمية .
لم تفتح جامعة أسبانيا أبوابها للنساء بشكل رسمى حتى عام 1910وذلك على الرغم من قبول بعض الطالبات من النساء من قبل .